# Liste des matchs de l'équipe de Martinique de football par adversaire
Cette liste présente les matchs de l'équipe de Martinique de football par adversaire rencontré depuis son premier match.
- Haut – A
- B
- C
- D
- E
- F
- G
- H
- I
- J
- K
- L
- M
- N
- O
- P
- Q
- R
- S
- T
- U
- V
- W
- X
- Y
- Z

## A

### Anguilla

#### Confrontations
Confrontations entre la Martinique et Anguilla en matchs officiels :
| Date              | Lieu           | Match                 | Score | Compétition                                               |
| 19 septembre 2008 | Fort-de-France | Martinique - Anguilla | 3-1   | Premier tour de qualification de la Coupe caribéenne 2008 |

### Antigua-et-Barbuda

#### Confrontations
Confrontations entre la Martinique et Antigua-et-Barbuda en matchs officiels :
| Date             | Lieu           | Match                           | Score | Compétition                              |
| 23 juillet 1983  | Cayenne        | Martinique - Antigua-et-Barbuda | 2-0   | Phase finale de la Coupe caribéenne 1983 |
| 5 juillet 1988   | Fort-de-France | Martinique - Antigua-et-Barbuda | 2-2   | Phase finale de la Coupe caribéenne 1988 |
| 19 juin 1992     | Port-d'Espagne | Martinique - Antigua-et-Barbuda | 4-1   | Phase finale de la Coupe caribéenne 1992 |
| 26 juillet 1998  | Port-d'Espagne | Martinique - Antigua-et-Barbuda | 5-1   | Phase finale de la Coupe caribéenne 1998 |
| 16 novembre 2014 | Montego Bay    | Antigua-et-Barbuda - Martinique | 0-2   | Phase finale de la Coupe caribéenne 2014 |
| 19 novembre 2018 | Fort-de-France | Martinique - Antigua-et-Barbuda | 4-2   | Éliminatoires de la Gold Cup 2019        |

### Antilles néerlandaises

#### Confrontations
Confrontations entre la Martinique et les Antilles néerlandaises en matchs officiels :
| Date          | Lieu | Match                               | Score | Compétition                                   |
| 26 avril 1989 |      | Antilles néerlandaises - Martinique | 3-1   | Tour préliminaire de la Coupe caribéenne 1989 |

## B

### Barbade

#### Confrontations
Confrontations entre la Martinique et la Barbade en matchs officiels :
| Date             | Lieu           | Match                | Score | Compétition                                                        |
| 11 février 1931  |                | Barbade - Martinique | 3-2   | Premier match de l'histoire de la sélection de la Martinique       |
| 29 juin 1985     |                | Barbade - Martinique | 1-1   | Phase finale de la Coupe caribéenne 1985                           |
| 23 juillet 1990  | Port-d'Espagne | Barbade - Martinique | 2-2   | Phase finale de la Coupe caribéenne 1990                           |
| 20 mars 1998     | Castries       | Barbade - Martinique | 1-4   | Tour préliminaire de la Coupe caribéenne 1998                      |
| 17 mai 2001      | Port-d'Espagne | Barbade - Martinique | 1-3   | Phase finale de la Coupe caribéenne 2001                           |
| 17 janvier 2007  | Port-d'Espagne | Barbade - Martinique | 2-3   | Phase finale de la Coupe caribéenne 2007                           |
| 5 septembre 2014 | Rivière-Pilote | Martinique - Barbade | 3-2   | 1er tour des éliminatoires de la Coupe caribéenne des nations 2014 |
| 26 mars 2017     | Bridgetown     | Barbade - Martinique | 2-1   | Match amical                                                       |
| 23 février 2022  | Fort-de-France | Martinique - Barbade | 3-1   | Match amical                                                       |

### Bonaire

#### Confrontations
Confrontations entre la Martinique et Bonaire en matchs officiels :
| Date             | Lieu           | Match                | Score | Compétition                                                        |
| 3 septembre 2014 | Fort-de-France | Martinique - Bonaire | 6-0   | 1er tour des éliminatoires de la Coupe caribéenne des nations 2014 |

## C

### îles Caïmans

#### Confrontations
Confrontations entre la Martinique et le îles Caïmans en matchs officiels :
| Date              | Lieu           | Match                     | Score | Compétition                                              |
| 1er avril 1992    | Sint-Maarten   | îles Caïmans - Martinique | 0-7   | Tour préliminaire de la Coupe caribéenne 1992            |
| 11 avril 1994     | Port-d'Espagne | Martinique - îles Caïmans | 1-1   | Phase finale de la Coupe caribéenne 1994                 |
| 8 avril 2001      | Fort-de-France | Martinique - îles Caïmans | 1-1   | Tour préliminaire de la Coupe caribéenne 2001            |
| 1er décembre 2002 |                | îles Caïmans - Martinique | 0-3   | Deuxième tour du tournoi qualificatif à la Gold Cup 2003 |
| 13 octobre 2008   | Les Abymes     | Martinique - îles Caïmans | 1-0   | Second tour de qualification de la Coupe caribéenne 2008 |

### Canada

#### Confrontations
Confrontations entre la Martinique et le Canada en matchs officiels :
| Date            | Lieu           | Match               | Score         | Compétition                         |
| 15 juillet 1993 | Mexico         | Canada - Martinique | 2-2           | Premier tour de la Gold Cup 1993    |
| 26 janvier 2002 | Miami          | Canada - Martinique | 1-1 (tab 6-5) | Quart de finale de la Gold Cup 2002 |
| 30 janvier 2008 | Fort-de-France | Martinique - Canada | 0-1           | Match amical                        |
| 7 juillet 2013  | Pasadena       | Canada - Martinique | 0-1           | Premier tour de la Gold Cup 2013    |
| 15 juin 2019    | Pasadena       | Canada - Martinique | 4-0           | Premier tour de la Gold Cup 2019    |
| 11 juillet 2021 | Kansas City    | Canada - Martinique | 4-1           | Premier tour de la Gold Cup 2021    |

### Corse

#### Confrontations
Confrontations entre la Martinique et le Corse  :
| Date        | Lieu           | Match              | Score | Compétition                               |
| 7 juin 2018 | Fort-de-France | Martinique - Corse | 5-1   | Finale du tournoi amical des 4 sélections |

### Costa Rica

#### Confrontations
Confrontations entre la Martinique et le Costa Rica en matchs officiels :
| Date            | Lieu           | Match                   | Score | Compétition                                              |
| 18 juillet 1993 | Mexico         | Costa Rica - Martinique | 3-1   | Premier tour de la Gold Cup 1993                         |
| 18 janvier 2002 | Miami          | Costa Rica - Martinique | 2-0   | Premier tour de la Gold Cup 2002                         |
| 5 juin 2022     |                | Costa Rica - Martinique | -     | Ligue A de la Ligue des nations de la CONCACAF 2022-2023 |
| 25 mars 2023    | Fort-de-France | Martinique - Costa Rica | -     | Ligue A de la Ligue des nations de la CONCACAF 2022-2023 |

### Cuba

#### Confrontations
Confrontations entre la Martinique et le Cuba en matchs officiels :
| Date             | Lieu           | Match             | Score         | Compétition                                                 |
| 27 juin 1992     | Port-d'Espagne | Martinique - Cuba | 1-1 (tab 5-3) | Match pour la troisième place de la Coupe caribéenne 1992   |
| 27 mai 1996      | San Fernando   | Martinique - Cuba | 0-1           | Phase finale de la Coupe caribéenne 1996                    |
| 24 mai 2001      | Malabar        | Martinique - Cuba | 1-0           | Match pour la troisième place de la Coupe caribéenne 2001   |
| 29 novembre 2002 |                | Cuba - Martinique | 2-1           | Deuxième tour du tournoi qualificatif à la Gold Cup 2003    |
| 12 décembre 2004 | La Havane      | Cuba - Martinique | 2-0           | Aller de la phase éliminatoire de la Coupe caribéenne 2005  |
| 21 décembre 2004 | Fort-de-France | Martinique - Cuba | 0-2           | Retour de la phase éliminatoire de la Coupe caribéenne 2005 |
| 12 novembre 2006 | Fort-de-France | Martinique - Cuba | 0-0           | Second tour qualificatif de la Coupe caribéenne 2007        |
| 28 novembre 2010 | Fort-de-France | Martinique - Cuba | 0-1           | Phase finale de la Coupe caribéenne 2010                    |
| 8 décembre 2012  | North Sound    | Martinique - Cuba | 1-0           | Phase finale de la Coupe caribéenne 2012                    |
| 19 juin 2019     | Denver         | Martinique - Cuba | 3-0           | Premier tour de la Gold Cup 2019                            |

### Curaçao

#### Confrontations
Confrontations entre la Martinique et Curaçao en matchs officiels :
| Date           | Lieu           | Match                | Score | Compétition                                                       |
| 8 octobre 2014 | Les Abymes     | Martinique - Curaçao | 1-1   | 2d tour des éliminatoires de la Coupe caribéenne des nations 2014 |
| 22 juin 2017   | Fort-de-France | Martinique - Curaçao | 1-2   | Demi-finale de la Coupe caribéenne des nations 2017               |

## D

### Dominique

#### Confrontations
Confrontations entre la Martinique et la Dominique en matchs officiels :
| Date              | Lieu           | Match                  | Score         | Compétition                                                        |
| 30 avril 1990     | Fort-de-France | Martinique - Dominique | score inconnu | Tour préliminaire de la Coupe caribéenne 1990                      |
| 27 avril 1997     | Roseau         | Dominique - Martinique | 1-2           | Aller du tour éliminatoire de la Coupe caribéenne 1997             |
| 4 mai 1997        | Fort-de-France | Martinique - Dominique | 7-0           | Retour du tour éliminatoire de la Coupe caribéenne 1997            |
| 22 juillet 1998   | Port-d'Espagne | Martinique - Dominique | 5-1           | Phase finale de la Coupe caribéenne 1998                           |
| 10 novembre 2004  | Fort-de-France | Martinique - Dominique | 5-1           | Tour préliminaire de la Coupe caribéenne 2005                      |
| 20 septembre 2006 | Les Abymes     | Martinique - Dominique | 4-0           | Premier tour qualificatif de la Coupe caribéenne 2007              |
| 29 mars 2016      | Roseau         | Dominique - Martinique | 1-4           | 1er tour des éliminatoires de la Coupe caribéenne des nations 2017 |
| 7 juin 2016       | Roseau         | Dominique - Martinique | 0-4           | 2e tour des éliminatoires de la Coupe caribéenne des nations 2017  |

## E

### États-Unis

#### Confrontations
Confrontations entre la Martinique et les États-Unis en matchs officiels :
| Date            | Lieu        | Match                   | Score | Compétition                      |
| 14 juillet 2003 | Foxborough  | États-Unis - Martinique | 2-0   | Premier tour de la Gold Cup 2003 |
| 12 juillet 2017 | Tampa       | États-Unis - Martinique | 3-2   | Premier tour de la Gold Cup 2017 |
| 15 juillet 2021 | Kansas City | États-Unis - Martinique | 6-1   | Premier tour de la Gold Cup 2021 |

## G

### Grenade

#### Confrontations
Confrontations entre la Martinique et Grenade en matchs officiels :
| Date             | Lieu           | Match                | Score  | Compétition                                              |
| 11 octobre 2008  | Les Abymes     | Martinique - Grenade | 2-2    | Second tour de qualification de la Coupe caribéenne 2008 |
| 26 novembre 2010 | Fort-de-France | Martinique - Grenade | 1-1    | Phase finale de la Coupe caribéenne 2010                 |
| 25 mars 2020     | Saint-Georges  | Grenade - Martinique | annulé | Match amical                                             |

### Guadeloupe

#### Confrontations
Confrontations entre la Martinique et la Guadeloupe en matchs officiels :
| Date              | Lieu                                    | Match                   | Score | Compétition                                                       |
| 1974              | Fort-de-France                          | Martinique - Guadeloupe | 8-2   | Coupe Nationale des Ligues                                        |
| 1979              | Fort-de-France                          | Martinique - Guadeloupe | 0-0   | Premier tour éliminatoire aller pour la Coupe caribéenne 1979     |
| 1979              | Les Abymes                              | Guadeloupe - Martinique | 0-1   | Premier tour éliminatoire retour pour la Coupe caribéenne 1979    |
| 25 juin 1985      |                                         | Martinique - Guadeloupe | 2-1   | Phase finale de la Coupe caribéenne 1985                          |
| 7 juillet 1988    | Fort-de-France                          | Martinique - Guadeloupe | 2-1   | Phase finale de la Coupe caribéenne 1988                          |
| 19 mai 1991       | Fort-de-France                          | Martinique - Guadeloupe | 3-1   | Tour préliminaire de la Coupe caribéenne 1991                     |
| mars 1993         | Les Abymes                              | Guadeloupe - Martinique | 1-4   | Tour préliminaire de la Coupe caribéenne 1993                     |
| 14 avril 1994     | Port-d'Espagne                          | Martinique - Guadeloupe | 4-2   | Demi-finale de la Coupe caribéenne 1994                           |
| 13 mai 1995       | Cayenne                                 | Martinique - Guadeloupe | 1-2   | Tour préliminaire de la Coupe caribéenne 1995                     |
| 14 novembre 2004  | Fort-de-France                          | Martinique - Guadeloupe | 0-0   | Tour préliminaire de la Coupe caribéenne 2005                     |
| 24 septembre 2006 | Les Abymes                              | Guadeloupe - Martinique | 4-0   | Premier tour de qualification de la Coupe caribéenne 2007         |
| 24 septembre 2008 | La Courneuve                            | Martinique - Guadeloupe | 1-0   | Match de poule de la Coupe de l'Outre-Mer 2008                    |
| 15 octobre 2008   | Les Abymes                              | Guadeloupe - Martinique | 3-1   | Second tour de qualification de la Coupe caribéenne 2008          |
| 29 septembre 2010 | Le Plessis-Trévise                      | Martinique - Guadeloupe | 0-2   | Match de poule de la Coupe de l'Outre-Mer 2010                    |
| 27 octobre 2012   | Les Abymes                              | Guadeloupe - Martinique | 3-3   | Second tour de qualification de la Coupe caribéenne 2012          |
| 19 avril 2014     | Les Abymes                              | Guadeloupe - Martinique | 0-1   | Tournoi Antilles-Guyane                                           |
| 10 octobre 2014   | Les Abymes                              | Guadeloupe - Martinique | 1-2   | Second tour de qualification de la Coupe caribéenne 2014          |
| 26 décembre 2015  | Le Lamentin                             | Martinique - Guadeloupe | 2-0   | Match amical                                                      |
| 6 février 2016    | Vieux-Habitants                         | Guadeloupe - Martinique | 1-1   | Match amical                                                      |
| 1er juin 2016     | Fort-de-France                          | Martinique - Guadeloupe | 2-0   | 2e tour des éliminatoires de la Coupe caribéenne des nations 2017 |
| 26 avril 2017     | Le Lamentin                             | Martinique - Guadeloupe | 4-1   | Match amical                                                      |
| 23 mars 2019      | Les Abymes                              | Guadeloupe - Martinique | 0-1   | Éliminatoires de la Gold Cup 2019                                 |
| 24 juin 2021      | Fort-de-France Modèle:MTQ-d (2019-2021) | Martinique - Guadeloupe | 1-2   | Match amical                                                      |
| 26 mars 2022      | Bondoufle                               | Martinique - Guadeloupe | 4-3   | Match amical                                                      |

### Guyana

#### Confrontations
Confrontations entre la Martinique et le Guyana en matchs officiels :
| Date         | Lieu   | Match               | Score | Compétition  |
| 2012         |        | Guyana - Martinique | 2-2   |              |
| 28 mars 2017 | Linden | Guyana - Martinique | 0-0   | Match amical |

### Guyane

#### Confrontations
Confrontations entre la Martinique et la Guyane en matchs officiels :
| Date             | Lieu            | Match               | Score | Compétition                                           |
| 27 juillet 1983  | Cayenne         | Guyane - Martinique | 0-0   | Phase finale de la Coupe caribéenne 1983              |
| 1990             | Fort-de-France  | Martinique - Guyane | 4-0   | Tour préliminaire de la Coupe caribéenne 1990         |
| 15 mai 1991      | Fort-de-France  | Martinique - Guyane | 1-2   | Tour préliminaire de la Coupe caribéenne 1991         |
| mars 1993        | Fort-de-France  | Martinique - Guyane | 2-1   | Tour préliminaire de la Coupe caribéenne 1993         |
| 9 mai 1995       | Cayenne         | Guyane - Martinique | 1-3   | Tour préliminaire de la Coupe caribéenne 1995         |
| 3 février 1999   | Fort-de-France  | Martinique - Guyane | 3-1   | Premier tour préliminaire de la Coupe caribéenne 1999 |
| 12 novembre 2004 | Rivière-Pilote  | Martinique - Guyane | 0-0   | Tour préliminaire de la Coupe caribéenne 2005         |
| 12 décembre 2012 | North Sound     | Martinique - Guyane | 3-1   | Phase finale de la Coupe caribéenne 2012              |
| 5 juin 2018      | Fort-de-France  | Martinique - Guyane | 3-0   | Tournoi amical de sélection - demi-finale             |
| 23 février 2023  | Cayenne         | Guyane - Martinique | 0-1   | Match amical                                          |
| 25 février 2023  | Remire-Montjoly | Guyane - Martinique | -     | Match amical                                          |

## H

### Haïti

#### Confrontations
Confrontations entre la Martinique et Haïti en matchs officiels :
| Date              | Lieu           | Match              | Score  | Compétition                                                   |
| 16 septembre 1978 | Port-au-Prince | Haïti - Martinique | 1-1    | Second tour éliminatoire aller pour la Coupe caribéenne 1978  |
| 1er octobre 1978  | Fort-de-France | Martinique - Haïti | 2-4    | Second tour éliminatoire retour pour la Coupe caribéenne 1978 |
| 9 avril 1994      | Port-d'Espagne | Martinique - Haïti | 3-0    | Phase finale de la Coupe caribéenne 1994                      |
| 25 mai 1996       | San Fernando   | Martinique - Haïti | 1-0    | Phase finale de la Coupe caribéenne 1996                      |
| 22 mai 2001       | Port-d'Espagne | Martinique - Haïti | 0-5    | Demi-finale de la Coupe caribéenne 2001                       |
| 26 mars 2003      |                | Haïti - Martinique | 2-1    | Tour final du tournoi qualificatif à la Gold Cup 2003         |
| 10 novembre 2006  | Fort-de-France | Martinique - Haïti | 1-0    | Second tour qualificatif de la Coupe caribéenne 2007          |
| 12 janvier 2007   | Port-d'Espagne | Martinique - Haïti | 0-1    | Phase finale de la Coupe caribéenne 2007                      |
| 16 décembre 2012  | North Sound    | Haïti - Martinique | 1-0 ap | Match pour la troisième place de la Coupe caribéenne 2012     |
| 14 novembre 2014  | Montego Bay    | Martinique - Haïti | 0-3    | Phase finale de la Coupe caribéenne 2014                      |
| 18 juillet 2021   | Frisco         | Haïti - Martinique | -      | Premier tour de la Gold Cup 2021                              |

### Honduras

#### Confrontations
Confrontations entre la Martinique et le Honduras en matchs officiels :
| Date             | Lieu                                   | Match                 | Score | Compétition                           |
| 27 avril 2003    | Fort-de-France                         | Martinique - Honduras | 2-4   | Tour préliminaire de la Gold Cup 2003 |
| 13 octobre 2019  | San Pedro Sula                         | Honduras - Martinique | 1-0   | Ligue des nations A 2019-2020         |
| 14 novembre 2019 | Fort-de-France Modèle:MTQ-d (2019-2021 | Martinique - Honduras | 1-1   | Ligue des nations A 2019-2020         |

## J

### Jamaïque

#### Confrontations
Confrontations entre la Martinique et la Jamaïque en matchs officiels :
| Date             | Lieu          | Match                 | Score         | Compétition                                           |
| 24 juin 1992     | Port of Spain | Martinique - Jamaïque | 0-1           | Demi-finale de la Coupe caribéenne des nations 1993   |
| 30 mai 1993      | Kingston      | Jamaïque - Martinique | 0-0 (tab 5-6) | Finale de la Coupe caribéenne des nations 1993        |
| 15 mai 2001      | Malabar       | Martinique - Jamaïque | 0-1           | Phase finale de la Coupe caribéenne 2001              |
| 28 mars 2003     | Kingston      | Jamaïque - Martinique | 2-2           | Tour final du tournoi qualificatif à la Gold Cup 2003 |
| 10 décembre 2012 | North Sound   | Jamaïque - Martinique | 0-0           | Coupe caribéenne des nations 2012                     |
| 12 décembre 2014 | Montego Bay   | Jamaïque - Martinique | 1-1           | Coupe caribéenne des nations 2014                     |

#### Bilan partiel
- Total de matchs disputés : 5
- Victoires de la Martinique : 1 (20 %)
- Victoires de la Jamaïque : 2 (40 %)
- Match nul : 2 (40 %)
- Buts marqués par la Martinique : 2
- Buts marqués par la Jamaïque : 4

## M

### Mayotte

#### Confrontations
Confrontations entre la Martinique et Mayotte en matchs officiels :
| Date              | Lieu                | Match                | Score | Compétition                                    |
| 26 septembre 2012 | Saint-Ouen-l'Aumône | Martinique - Mayotte | 3-0   | Match de poule de la Coupe de l'Outre-Mer 2012 |

### Mexique

#### Confrontations
Confrontations entre la Martinique et le Mexique en matchs officiels :
| Date            | Lieu      | Match                | Score | Compétition                      |
| 11 juillet 1993 | Mexico    | Mexique - Martinique | 9-0   | Premier tour de la Gold Cup 1993 |
| 14 juillet 2013 | Denver    | Mexique - Martinique | 3-1   | Premier tour de la Gold Cup 2013 |
| 23 juin 2019    | Charlotte | Mexique - Martinique | 3-2   | Premier tour de la Gold Cup 2019 |

### Montserrat

#### Confrontations
Confrontations entre la Martinique et Montserrat en matchs officiels :
| Date             | Lieu           | Match                   | Score | Compétition                                           |
| 7 septembre 2012 | Rivière-Pilote | Martinique - Montserrat | 5-0   | Premier tour qualificatif de la Coupe caribéenne 2012 |

## N

### Nicaragua

#### Confrontations
Confrontations entre la Martinique et le Nicaragua en matchs officiels :
| Date           | Lieu      | Match                  | Score | Compétition                      |
| 8 juillet 2017 | Nashville | Nicaragua - Martinique | 0-2   | Premier tour de la Gold Cup 2017 |

### Nouvelle-Calédonie

#### Confrontations
Confrontations entre la Martinique et la Nouvelle-Calédonie en matchs officiels :
| Date              | Lieu                | Match                           | Score         | Compétition                                    |
| 30 septembre 2008 | Poissy              | Martinique - Nouvelle-Calédonie | 1-1 (tab 4-3) | Match de poule de la Coupe de l'Outre-Mer 2008 |
| 26 septembre 2010 | Viry-Châtillon      | Martinique - Nouvelle-Calédonie | 4-0           | Match de poule de la Coupe de l'Outre-Mer 2010 |
| 22 septembre 2012 | Issy-les-Moulineaux | Martinique - Nouvelle-Calédonie | 2-0           | Match de poule de la Coupe de l'Outre-Mer 2012 |

## P

### Panama

#### Confrontations
Confrontations entre la Martinique et le Panama en matchs officiels :
| Date            | Lieu           | Match               | Score  | Compétition                                              |
| 11 juillet 2013 | Seattle        | Panama - Martinique | 1-0    | Premier tour de la Gold Cup 2013                         |
| 27 avril 2016   | Fort-de-France | Martinique - Panama | 0-2    | Match amical                                             |
| 15 juillet 2017 | Cleveland      | Panama - Martinique | 3-0    | Premier tour de la Gold Cup 2017                         |
| 19 janvier 2021 | Fort-de-France | Martinique - Panama | annulé | Match amical                                             |
| 9 juin 2022     | Fort-de-France | Martinique - Panama | -      | Ligue A de la Ligue des nations de la CONCACAF 2022-2023 |
| 12 juin 2022    |                | Panama - Martinique | -      | Ligue A de la Ligue des nations de la CONCACAF 2022-2023 |

### Porto Rico

#### Confrontations
Confrontations entre la Martinique et Porto Rico en matchs officiels :
| Date            | Lieu       | Match                   | Score | Compétition                                              |
| 23 octobre 2012 | Les Abymes | Martinique - Porto Rico | 2-1   | Second tour de qualification de la Coupe caribéenne 2012 |
| 13 octobre 2018 | Bayamón    | Porto Rico - Martinique | 0-1   | Éliminatoires de la Gold Cup 2019                        |

## R

### République dominicaine

#### Confrontations
Confrontations entre la Martinique et la République dominicaine en matchs officiels :
| Date             | Lieu          | Match                               | Score | Compétition                                                       |
| 27 mai 1991      | Kingston      | République dominicaine - Martinique | 1-4   | Phase finale de la Coupe caribéenne 1991                          |
| 27 novembre 2002 |               | République dominicaine - Martinique | 0-4   | Deuxième tour du tournoi qualificatif à la Gold Cup 2003          |
| 25 octobre 2012  | Baie-Mahault  | Martinique - République dominicaine | 1-1   | Second tour de qualification de la Coupe caribéenne 2012          |
| 8 octobre 2016   | San Cristóbal | République dominicaine - Martinique | 1-2   | 3e tour des éliminatoires de la Coupe caribéenne des nations 2017 |

### La Réunion

#### Confrontations
Confrontations entre la Martinique et La Réunion en matchs officiels :
| Date              | Lieu          | Match                | Score          | Compétition                            |
| 4 octobre 2008    | Créteil       | Martinique - Réunion | 0-1            | Finale de la Coupe de l'Outre-Mer 2008 |
| 2 octobre 2010    | Créteil       | Martinique - Réunion | 0-0 (tab 5-3)  | Finale de la Coupe de l'Outre-Mer 2010 |
| 29 septembre 2012 | Saint-Gratien | Martinique - Réunion | 1-1 (tab 9-10) | Finale de la Coupe de l'Outre-Mer 2012 |

## S

### Saint-Kitts et Nevis

#### Confrontations
Confrontations entre la Martinique et Saint-Kitts et Nevis en matchs officiels :
| Date           | Lieu           | Match                             | Score         | Compétition                                             |
| 25 mai 1983    | Fort-de-France | Martinique - Saint-Kitts et Nevis | 7-0           | Match éliminatoire aller pour la Coupe caribéenne 1983  |
| 5 juin 1983    | Basseterre     | Saint-Kitts et Nevis - Martinique | 0-5           | Match éliminatoire retour pour la Coupe caribéenne 1983 |
| 28 mai 1993    | Kingston       | Saint-Kitts et Nevis - Martinique | 1-1 (tab 3-4) | Demi-finale de la Coupe caribéenne 1993                 |
| 6 juillet 1997 | Basseterre     | Saint-Kitts et Nevis - Martinique | 2-0           | Phase finale de la Coupe caribéenne 1997                |
| 18 avril 1999  | Fort-de-France | Martinique - Saint-Kitts et Nevis | 1-2           | Second tour préliminaire de la Coupe caribéenne 1999    |

### Saint-Martin

#### Confrontations
Confrontations entre la Martinique et Saint-Martin en matchs officiels :
| Date              | Lieu       | Match                     | Score | Compétition                                               |
| 22 septembre 2006 | Les Abymes | Saint-Martin - Martinique | 0-1   | Premier tour de qualification de la Coupe caribéenne 2007 |

### Saint-Vincent-et-les-Grenadines

#### Confrontations
Confrontations entre la Martinique et Saint-Vincent-et-les-Grenadines en matchs officiels :
| Date              | Lieu           | Match                                        | Score | Compétition                                                       |
| 1979              | Fort-de-France | Martinique - Saint-Vincent-et-les-Grenadines | 2-2   | Second tour éliminatoire aller pour la Coupe caribéenne 1979      |
| 1979              | Arnos Vale     | Saint-Vincent-et-les-Grenadines - Martinique | 1-0   | Second tour éliminatoire retour pour la Coupe caribéenne 1979     |
| 5 juillet 1981    | Arnos Vale     | Saint-Vincent-et-les-Grenadines - Martinique | 2-1   | Premier tour éliminatoire aller pour la Coupe caribéenne 1981     |
| 19 juillet 1981   | Fort-de-France | Martinique - Saint-Vincent-et-les-Grenadines | 1-2   | Premier tour éliminatoire retour pour la Coupe caribéenne 1981    |
| 20 février 1983   | Arnos Vale     | Saint-Vincent-et-les-Grenadines - Martinique | 1-3   | Premier tour éliminatoire pour la Coupe caribéenne 1983           |
| 10 mai 1989       | Fort-de-France | Martinique - Saint-Vincent-et-les-Grenadines | 0-0   | Tour préliminaire de la Coupe caribéenne 1989                     |
| 1990              | ou             | Martinique - Saint-Vincent-et-les-Grenadines | 0-1   | Tour préliminaire de la Coupe caribéenne 1990                     |
| 25 juillet 1990   | Port-d'Espagne | Saint-Vincent-et-les-Grenadines - Martinique | 0-2   | Phase finale de la Coupe caribéenne 1990                          |
| 23 mai 1993       | Kingston       | Saint-Vincent-et-les-Grenadines - Martinique | 0-3   | Phase finale de la Coupe caribéenne 1993                          |
| 29 mai 1996       | Arima          | Saint-Vincent-et-les-Grenadines - Martinique | 0-3   | Phase finale de la Coupe caribéenne 1996                          |
| 16 mars 1997      | Fort-de-France | Martinique - Saint-Vincent-et-les-Grenadines | 7-1   | Tour préliminaire de la Coupe caribéenne 1997                     |
| 18 mars 1998      | Castries       | Saint-Vincent-et-les-Grenadines - Martinique | 4-1   | Tour préliminaire de la Coupe caribéenne 1998                     |
| 21 avril 1999     | Fort-de-France | Martinique - Saint-Vincent-et-les-Grenadines | 1-2   | Second tour préliminaire de la Coupe caribéenne 1999              |
| 4 avril 2001      | Fort-de-France | Martinique - Saint-Vincent-et-les-Grenadines | 3-0   | Tour préliminaire de la Coupe caribéenne 2001                     |
| 15 septembre 2008 | Fort-de-France | Martinique - Saint-Vincent-et-les-Grenadines | 3-0   | Premier tour de qualification de la Coupe caribéenne 2008         |
| 12 octobre 2014   | Les Abymes     | Martinique - Saint-Vincent-et-les-Grenadines | 4-3   | 2d tour des éliminatoires de la Coupe caribéenne des nations 2014 |
| 13 mars 2016      | Kingstown      | Saint-Vincent-et-les-Grenadines - Martinique | 0-4   | Match amical                                                      |

### Sainte-Lucie

#### Confrontations
Confrontations entre la Martinique et Sainte-Lucie en matchs officiels :
| Date          | Lieu           | Match                     | Score | Compétition                                           |
| 23 mai 1991   | Kingston       | Sainte-Lucie - Martinique | 0-0   | Phase finale de la Coupe caribéenne 1991              |
| 21 mai 1993   | Kingston       | Sainte-Lucie - Martinique | 0-2   | Phase finale de la Coupe caribéenne 1993              |
| 24 avril 1996 | Fort-de-France | Martinique - Sainte-Lucie | 1-0   | Tour préliminaire de la Coupe caribéenne 1996         |
| 28 avril 1996 | Castries       | Sainte-Lucie - Martinique | 1-0   | Tour préliminaire de la Coupe caribéenne 1996         |
| 12 mars 1997  | Fort-de-France | Martinique - Sainte-Lucie | 1-0   | Tour préliminaire de la Coupe caribéenne 1997         |
| 22 mars 1998  | Castries       | Sainte-Lucie - Martinique | 1-2   | Tour préliminaire de la Coupe caribéenne 1998         |
| 17 avril 1999 | Fort-de-France | Martinique - Sainte-Lucie | 1-3   | Second tour préliminaire de la Coupe caribéenne 1999  |
| 30 mars 2003  |                | Sainte-Lucie - Martinique | 4-5   | Tour final du tournoi qualificatif à la Gold Cup 2003 |
| 19 mars 2014  | Gros Islet     | Sainte-Lucie - Martinique | 0-0   | Match amical                                          |

### Salvador

#### Confrontations
Confrontations entre la Martinique et le Salvador en matchs officiels :
| Date            | Lieu       | Match                 | Score | Compétition                      |
| 16 juillet 2003 | Foxborough | Martinique - Salvador | 0-1   | Premier tour de la Gold Cup 2003 |

### Sint-Maarten

#### Confrontations
Confrontations entre la Martinique et Sint Maarten en matchs officiels :
| Date        | Lieu           | Match                     | Score | Compétition                                   |
| 7 juin 1989 | Fort-de-France | Martinique - Sint-Maarten | 10-0  | Tour préliminaire de la Coupe caribéenne 1989 |
| 1992        | Sint-Maarten   | Sint-Maarten - Martinique | 1-1   | Tour préliminaire de la Coupe caribéenne 1992 |

### Suriname

#### Confrontations
Confrontations entre la Martinique et le Suriname en matchs officiels :
| Date             | Lieu           | Match                 | Score         | Compétition                                                        |
| 27 juin 1985     |                | Martinique - Suriname | 2-0           | Phase finale de la Coupe caribéenne 1985                           |
| 21 juin 1992     | Port-d'Espagne | Martinique - Suriname | 4-1           | Phase finale de la Coupe caribéenne 1992                           |
| 7 avril 1994     | Port-d'Espagne | Suriname - Martinique | 0-2           | Phase finale de la Coupe caribéenne 1994                           |
| 11 mai 1995      | Cayenne        | Martinique - Suriname | 1-1           | Tour préliminaire de la Coupe caribéenne 1995                      |
| 5 juin 1996      | Port-d'Espagne | Suriname - Martinique | 1-1 (tab 2-3) | Match pour la troisième place de la Coupe caribéenne 1996          |
| 8 novembre 2006  | Fort-de-France | Martinique - Suriname | 1-0           | Second tour qualificatif de la Coupe caribéenne 2007               |
| 9 septembre 2012 | Fort-de-France | Martinique - Suriname | 2-2           | Premier tour qualificatif de la Coupe caribéenne 2012              |
| 7 septembre 2014 | Fort-de-France | Martinique - Suriname | 0-0           | 1er tour des éliminatoires de la Coupe caribéenne des nations 2014 |

## T

### Tahiti

#### Confrontations
Confrontations entre la Martinique et Tahiti en matchs officiels :
| Date              | Lieu             | Match               | Score | Compétition                                    |
| 27 septembre 2008 | Melun            | Martinique - Tahiti | 1-0   | Match de poule de la Coupe de l'Outre-Mer 2008 |
| 23 septembre 2010 | Bry sur Marne    | Martinique - Tahiti | 4-1   | Match de poule de la Coupe de l'Outre-Mer 2010 |
| 24 septembre 2012 | Corbeil-Essonnes | Martinique - Tahiti | 2-3   | Match de poule de la Coupe de l'Outre-Mer 2012 |

### Trinidad-et-Tobago

#### Confrontations
Confrontations entre la Martinique et Trinidad-et-Tobago en matchs officiels :
| Date              | Lieu           | Match                           | Score         | Compétition                                                       |
| 19 septembre 1960 | Port-d'Espagne | Trinidad-et-Tobago - Martinique | 1-1           | 2e match des Southern Caribbean Championship series               |
| 8 octobre 1972    | Port-d'Espagne | Trinidad-et-Tobago - Martinique | 2-1           |                                                                   |
| 25 juillet 1983   | Cayenne        | Martinique - Trinidad-et-Tobago | 3-1           | Phase finale de la Coupe caribéenne 1983                          |
| 9 juillet 1988    | Fort-de-France | Martinique - Trinidad-et-Tobago | 0-3           | Phase finale de la Coupe caribéenne 1988                          |
| 30 juillet 1990   | Port-d'Espagne | Trinidad-et-Tobago - Martinique | annulé        | Finale de la Coupe caribéenne 1990                                |
| 25 mai 1991       | Kingston       | Trinidad-et-Tobago - Martinique | 1-0           | Phase finale de la Coupe caribéenne 1991                          |
| 17 juin 1992      | Port-d'Espagne | Trinidad-et-Tobago - Martinique | 1-1           | Phase finale de la Coupe caribéenne 1992                          |
| 25 mai 1993       | Kingston       | Trinidad-et-Tobago - Martinique | 2-3           | Phase finale de la Coupe caribéenne 1993                          |
| 11 juin 1993      |                | Martinique - Trinidad-et-Tobago | ?             | Match mical                                                       |
| 17 avril 1994     | Port-d'Espagne | Trinidad-et-Tobago - Martinique | 7-2           | Finale de la Coupe caribéenne 1994                                |
| 3 juin 1996       | Port-d'Espagne | Trinidad-et-Tobago - Martinique | 2-1 (b e o)   | Demi-finale de la Coupe caribéenne 1996                           |
| 4 juillet 1997    | Basseterre     | Trinidad-et-Tobago - Martinique | 1-2           | Phase finale de la Coupe caribéenne 1997                          |
| 24 juillet 1998   | Port-d'Espagne | Trinidad-et-Tobago - Martinique | 2-1           | Phase finale de la Coupe caribéenne 1998                          |
| 19 mai 2001       | Port-d'Espagne | Trinidad-et-Tobago - Martinique | 1-2           | Phase finale de la Coupe caribéenne 2001                          |
| 22 janvier 2002   | Miami          | Martinique - Trinidad-et-Tobago | 1-0           | Premier tour de la Gold Cup 2002                                  |
| 23 avril 2003     | Fort-de-France | Martinique - Trinidad-et-Tobago | 3-2           | Tour préliminaire de la Gold Cup 2003                             |
| 15 janvier 2007   | Port-d'Espagne | Trinidad-et-Tobago - Martinique | 5-1           | Phase finale de la Coupe caribéenne 2007                          |
| 30 novembre 2010  | Fort-de-France | Martinique - Trinidad-et-Tobago | 0-1           | Phase finale de la Coupe caribéenne 2010                          |
| 14 décembre 2012  | Saint John's   | Trinidad-et-Tobago - Martinique | 1-1 (tab 5-4) | Demi-finale de la Coupe caribéenne 2012                           |
| 11 octobre 2016   | Fort-de-France | Martinique - Trinidad-et-Tobago | 2-0 (a.p.)    | 3e tour des éliminatoires de la Coupe caribéenne des nations 2017 |
| 25 mars 2018      | Fort-de-France | Martinique - Trinidad-et-Tobago | 0-0           | Amical                                                            |
| 6 septembre 2019  | Fort-de-France | Martinique - Trinidad-et-Tobago | 1-1           | Ligue des nations A 2019-2020                                     |
| 9 septembre 2019  | Couva          | Trinidad-et-Tobago - Martinique | 2-2           | Ligue des nations A 2019-2020                                     |

## V

### Îles Vierges britanniques

#### Confrontations
Confrontations entre la Martinique et les Îles Vierges britanniques en matchs officiels :
| Date             | Lieu           | Match                                  | Score | Compétition                                                        |
| 21 mai 1989      | Fort-de-France | Martinique - Îles Vierges britanniques | 2-0   | Tour préliminaire (groupe B) de la Coupe caribéenne 1989           |
| 6 avril 2001     | Le Lamentin    | Martinique - Îles Vierges britanniques | 6-0   | Tour préliminaire de la Coupe caribéenne 2001                      |
| 5 septembre 2012 | Le Lamentin    | Martinique - Îles Vierges britanniques | 16-0  | Premier tour qualificatif de la Coupe caribéenne 2012              |
| 23 mars 2016     | Fort-de-France | Martinique - Îles Vierges britanniques | 3-0   | 1er tour des Éliminatoires de la Coupe caribéenne des nations 2017 |
| 16 octobre 2018  | Fort-de-France | Martinique - Îles Vierges britanniques | 4-0   | Éliminatoires de la Gold Cup 2019                                  |